# Mesothriscus opacus
Mesothriscus opacus är en skalbaggsart som beskrevs av Sharp 1903. Mesothriscus opacus ingår i släktet Mesothriscus och familjen jordlöpare. Inga underarter finns listade i Catalogue of Life.